# Fabrizio Patriarca

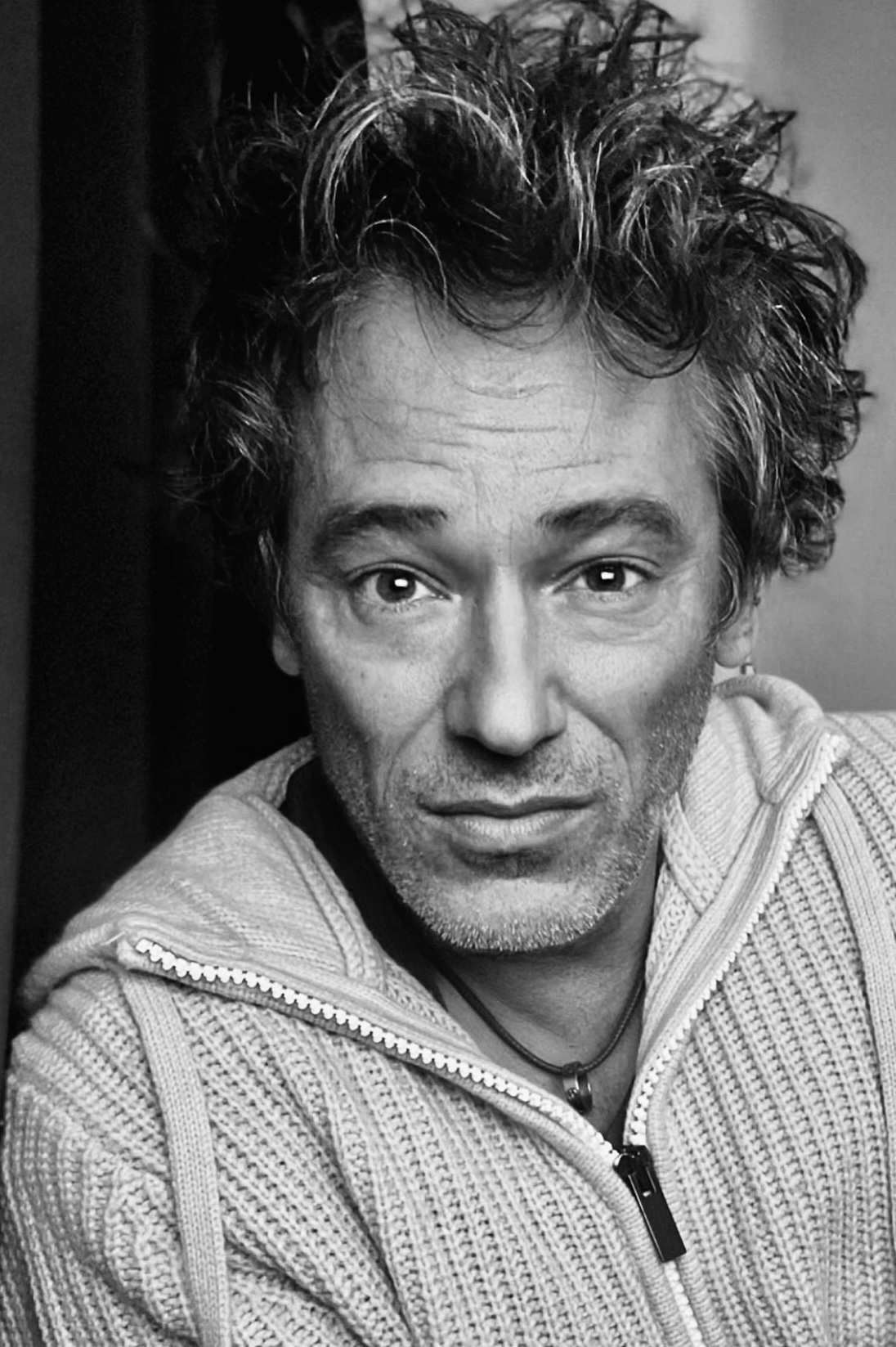
Fabrizio Patriarca, 2025

Fabrizio Patriarca (Roma, 26 agosto 1972) è uno scrittore e saggista italiano.

## Biografia
Laureato in letterature comparate all'Università di Roma Tor Vergata, si è poi specializzato in estetica del Novecento. Nel 2006 ha conseguito il dottorato di ricerca in italianistica presso la stessa università. Nel 2008 ha pubblicato per Gaffi il suo primo libro di saggistica, Leopardi e l'invenzione della moda, Premio Cardarelli per l'opera prima di critica letteraria. Il saggio illustra come Giacomo Leopardi abbia anticipato di circa un centinaio d'anni le riflessioni dei moderni teorici della moda, da Walter Benjamin a Roland Barthes, da Georg Simmel a John Flügel, fino a Gilles Lipovetsky e Jean Baudrillard.
Nel 2011 esce, sempre con Gaffi, il volume di saggi Seminario Montale, seguito nel 2012 dal romanzo Qualcosa abbiamo fatto.
Nel 2016 pubblica con 66thand2nd Tokyo transit, candidato al Premio Strega da Alessandro Piperno e Raffaele Manica.
Nel 2019 esce per minimum fax il romanzo L'amore per nessuno.
Nel 2020 esce per 66thand2nd Tropicario italiano, saggio narrativo sul turismo contemporaneo.
È del 2022 il volume Pumping Arnold, 66thand2nd, che esplora tra estetica e cinema il tema del corpo di Arnold Schwarzenegger.
Nel 2025 esce il romanzo William Shatner baciava da dio, per 66thand2nd.
Ha scritto saggi e articoli per Agalma, Nuovi Argomenti,  Alfabeta2, Gradiva e altre riviste letterarie. Dal 2009 al 2014 è stato uno dei conduttori di Carta vetrata, programma radiofonico sui libri e sul mondo editoriale di Radio Città Futura. 
Nel 2011 ha fondato insieme ad altri editor l'agenzia WestEgg Editing & Oltre, poi lasciata nel 2020. Dal 2021 gestisce una nuova agenzia, Editing at large. Dal 2023 scrive per il quotidiano culturale digitale Snaporaz. 

## Opere

### Saggi
- Leopardi e l'invenzione della moda, Roma, Gaffi, 2008. ISBN 978-88-6165-018-3
- Seminario Montale, Roma, Gaffi 2011. ISBN 978-88-6165-047-3
- Pumping Arnold. Il mito e il corpo di Schwarzenegger, Roma, 66thand2nd, 2022. ISBN  9788832971309

### Romanzi
- Qualcosa abbiamo fatto, Roma, Gaffi, 2012. ISBN 978-88-6165-103-6
- Tokyo transit, Roma, 66thand2nd, 2016. ISBN 978-88-98970-71-1
- L'amore per nessuno, Roma, minimum fax, 2019 ISBN 978-88-3389-020-3
- William Shatner baciava da dio, Roma, 66thand2nd, 2016 ISBN 978-88-3297-412-6

### Libri di viaggio
- Tropicario italiano, Roma, 66thand2nd, 2020. ISBN 978-88-3297-100-2

## Curiosità
- È cugino del cantautore Sergio Caputo.